# مارلين سوزان ميلر
مارلين سوزان ميلر (بالإنجليزية: Marilyn Suzanne Miller)‏ هي كاتبة سيناريو أمريكية، ولدت في 3 يناير 1950 في نبتون ‏ في الولايات المتحدة.

## وصلات خارجية
- مارلين سوزان ميلر على موقع IMDb (الإنجليزية)
- مارلين سوزان ميلر على موقع قاعدة بيانات برودواي على الإنترنت (الإنجليزية)
- مارلين سوزان ميلر على موقع ديسكوغز (الإنجليزية)
- مارلين سوزان ميلر على موقع قاعدة بيانات الفيلم (الإنجليزية)
- مارلين سوزان ميلر على موقع كينوبويسك (الروسية)